# Potes
Potes egy község Spanyolországban, Kantábria autonóm közösségben. Potes Cillorigo de Liébana, Cabezón de Liébana, Vega de Liébana és Camaleño községekkel határos. Lakosainak száma 1353 fő (2024).

## Nevezetességek
- Torre del Infantado: 14. századi erődtorony

## Népesség
A település népessége az elmúlt években az alábbi módon változott:
| Lakosok száma | 1580 | 1588 | 1500 | 1533 | 1474 | 1421 | 1342 | 1343 | 1330 | 1353 |
|               | 2001 | 2004 | 2007 | 2009 | 2012 | 2014 | 2017 | 2019 | 2022 | 2024 |